# Godwin Hulse
Godwin Hulse – belizeński polityk, członek Zjednoczonej Partii Demokratycznej, poseł z okręgu  i minister ds. rozwoju wsi, samorządu lokalnego i zarządzania kryzysowego.

## Życiorys
Związał się ze Zjednoczoną Partią Demokratyczną.
12 marca 2015 na wniosek premiera Deana Barrowa został powołany na stanowisko senatora na pięcioletnią kadencję, a w drugim rządzie Barrowa objął stanowisko ministra ds. rozwoju wsi, samorządu lokalnego i zarządzania kryzysowego.